# Iden (Niemcy)
Iden – gmina w Niemczech, w kraju związkowym Saksonia-Anhalt, w powiecie Stendal, wchodzi w skład gminy związkowej Arneburg-Goldbeck.
1 lipca 2009 do gminy wcielono Sandauerholz.